# Cristina di Borbone-Spagna
Cristina di Borbone-Spagna (nome completo in spagnolo Cristina Federica Victoria Antonia de la Santísima Trinidad de Borbón y de Grecia; Madrid, 13 giugno 1965) è un'infanta spagnola.
Secondogenita del re Juan Carlos I e della regina Sofia, sorella minore dell'infanta Elena e sorella maggiore del re Filippo VI, è sesta in linea di successione al trono dopo le nipoti Leonor e Sofia, la sorella Elena e i figli di lei.

## Biografia

### Nascita ed educazione

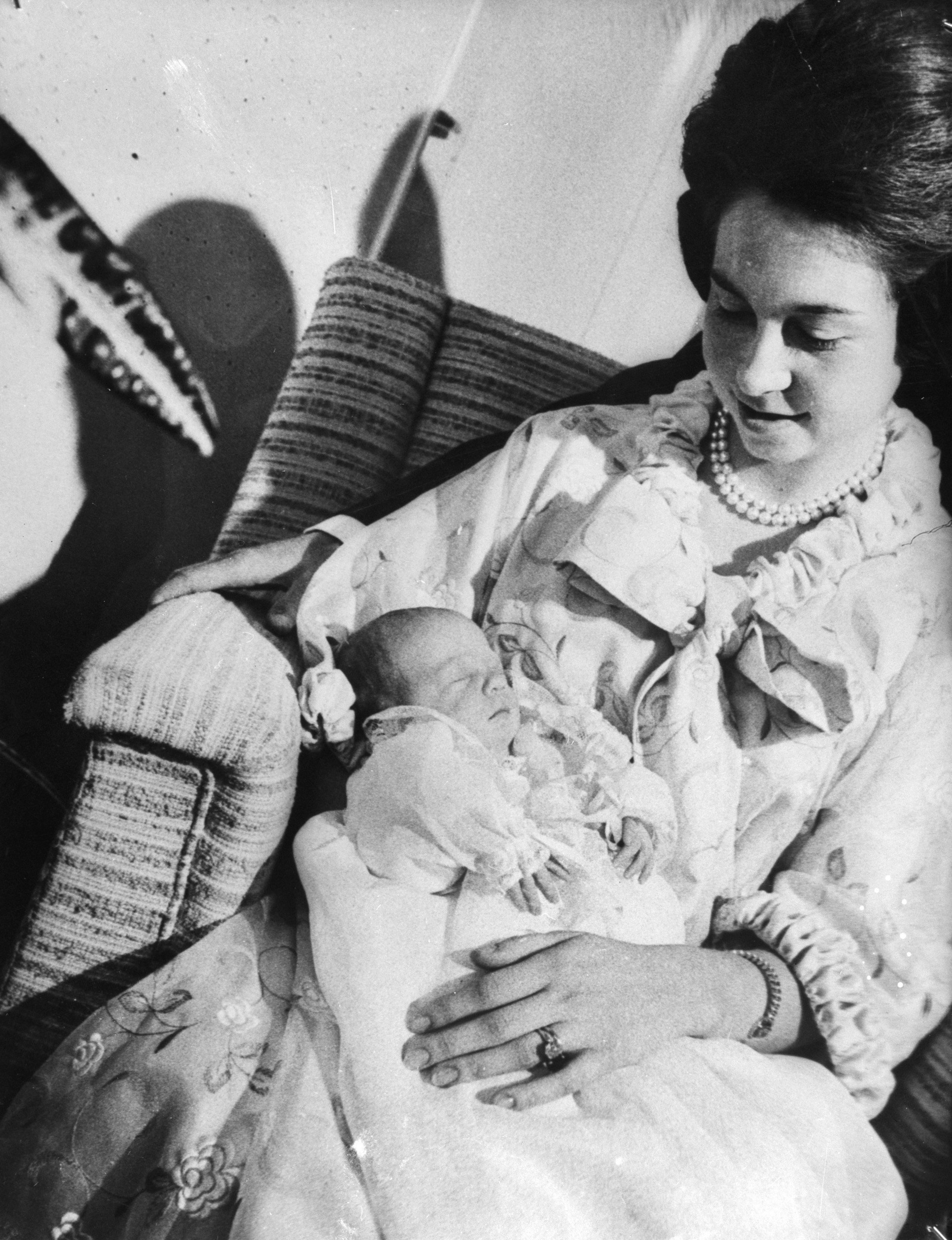
Cristina tra le braccia di sua madre

L'infanta Cristina è nata nella clinica di Nostra Signora di Loreto a Madrid e fu battezzata nella chiesa del palazzo della Zarzuela dall'arcivescovo di Madrid, il 20 giugno 1965. I suoi padrini furono il procugino Alfonso di Borbone Dampierre e la prozia Maria Cristina di Borbone-Spagna.
Ha ricevuto la sua istruzione secondaria nella scuola di Santa María del Camino, prima di laurearsi all'Università Complutense di Madrid in scienze politiche, nel 1989. Ha frequentato studi post laurea all'Università di New York, ottenendo un master's degree in relazioni internazionali nel 1990.
Parla fluentemente in spagnolo, catalano, inglese, francese e greco.

### Matrimonio
Cristina ha sposato il giocatore di pallamano Iñaki Urdangarin a Barcellona il 4 ottobre 1997. In quella occasione, fu creata duchessa di Palma de Mallorca a vita.
Il 24 gennaio 2022 l'Agencia EFE ha annunciato l'interruzione del rapporto coniugale di Cristina e Iñaki Urdangarin. Il divorzio è stato ufficializzato il 25 Gennaio 2024.

### Carriera

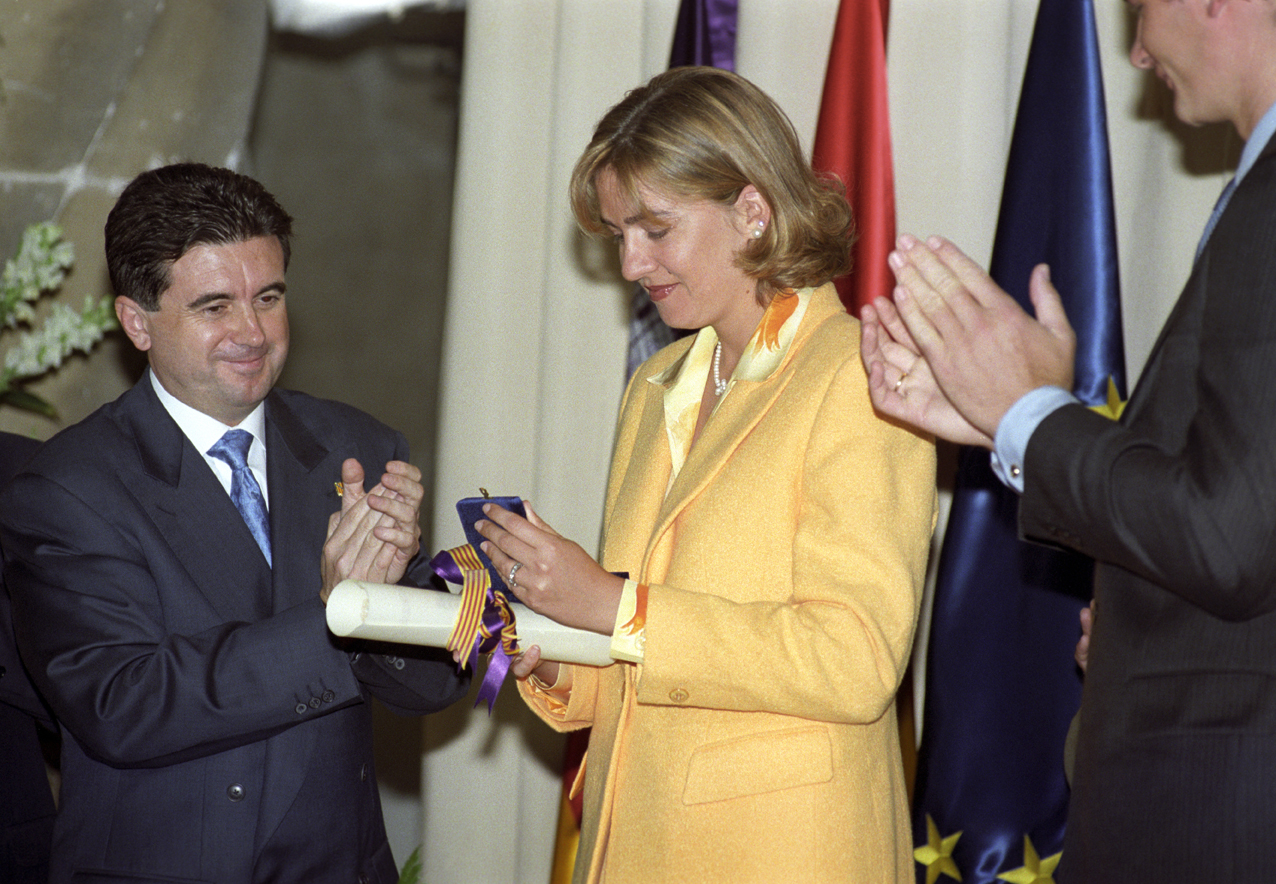
Cristina riceve la Medaglia d'Oro delle Isole Baleari da Jaume Matas, 1998

Nel 1991 fece un'esperienza pratica presso il quartier generale dell'UNESCO a Parigi e nel 1993 iniziò a lavorare a Barcellona nel coordinamento di mostre per la Caixa Foundation. Nel 1997 venne promossa al ruolo di coordinatrice del Programma per la Cooperazione Internazionale e nel 2005 divenne Direttore dell'Area Sociale.
Ha vissuto con la famiglia a Washington, dal 2009 al 2012, dove lavorò come Direttore del Dipartimento Internazionale della Caixa Foundation. Nell'agosto 2013 si trasferì a Ginevra, in Svizzera, con i suoi quattro figli, mentre il marito,  oggetto di un'indagine di malversazione, rimase a Barcellona. Continuò a lavorare nell'ambito del coordinamento con le agenzie delle Nazioni Unite.

### Sport e partecipazione olimpica
Velista appassionata, ha fatto parte della squadra di vela della Spagna alle Olimpiadi di Seoul del 1988. In quell'occasione è stata anche portabandiera della rappresentativa spagnola durante la cerimonia di apertura. Ha ricoperto la carica di presidente dell'International Foundation for Disabled Sailing.

### Indagine di corruzione

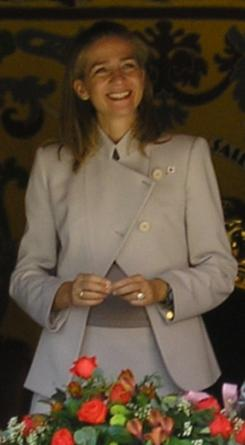
L'infanta Cristina nel 2006

Nel 2011 suo marito venne accusato di utilizzare per scopi personali i fondi di una società senza scopo di lucro di proprietà sua e di Cristina, con ingenti somme di denaro inviate all'estero.
Nel gennaio 2014 anche l'infanta iniziò a essere accusata di frode fiscale e di riciclaggio di denaro. A febbraio venne chiamata a testimoniare al processo contro il marito e a giugno venne ufficialmente incriminata.
Nel gennaio 2016 ebbe luogo il processo che la vedeva come imputata e nel febbraio 2017 venne assolta da ogni accusa, al contrario del marito che fu riconosciuto colpevole di appropriazione indebita di denaro. A causa di questi eventi, già nel 2015 il fratello Filippo VI le tolse il titolo di duchessa di Palma de Mallorca.

## Discendenza
Cristina di Borbone-Spagna e Iñaki Urdangarin hanno avuto tre figli e una figlia, tutti nati a Barcellona:
- Juan Valentín de Todos los Santos Urdangarin y de Borbón nato il 29 settembre 1999;
- Pablo Nicolás Sebastián de Todos los Santos Urdangarin y de Borbón nato il 6 dicembre 2000;
- Miguel de Todos los Santos Urdangarin y de Borbón nato il 30 aprile 2002;
- Irene de Todos los Santos Urdangarin y de Borbón nata il 5 giugno 2005.

## Titoli e trattamento
In quanto figlia di un monarca spagnolo, Cristina ha diritto alla designazione e al rango di infanta con il trattamento di altezza reale. In occasione del suo matrimonio nel 1997 le venne concesso il titolo di duchessa di Palma de Mallorca, che suo fratello Felipe VI le ha revocato nel 2015 in seguito ad un suo coinvolgimento in uno scandalo finanziario. Il suo titolo completo é: Sua Altezza Reale Doña Cristina Federica Victoria Antonia de la Santísima Trinidad de Borbón y Grecia, Infanta di Spagna.

## Ascendenza
|                                       |                        |                                       | Genitori                                              |  |  | Nonni |  |  | Bisnonni               |  |  | Trisnonni             |  |
|                                       |                        |                                       |                                                       |  |  |       |  |  | Alfonso XIII di Spagna |  |  | Alfonso XII di Spagna |  |
|                                       |                        |                                       |                                                       |  |  |       |  |  | Alfonso XIII di Spagna |  |  | Alfonso XII di Spagna |  |
|                                       |                        | Maria Cristina d'Asburgo-Teschen      |                                                       |  |  |       |  |  | Alfonso XIII di Spagna |  |  |                       |  |
| Giovanni di Borbone-Spagna            |                        |                                       |                                                       |  |  |       |  |  | Alfonso XIII di Spagna |  |  |                       |  |
|                                       |                        | Vittoria Eugenia di Battenberg        | Enrico di Battenberg                                  |  |  |       |  |  |                        |  |  |                       |  |
|                                       |                        | Vittoria Eugenia di Battenberg        | Enrico di Battenberg                                  |  |  |       |  |  |                        |  |  |                       |  |
|                                       |                        | Vittoria Eugenia di Battenberg        | Beatrice di Sassonia-Coburgo-Gotha                    |  |  |       |  |  |                        |  |  |                       |  |
| Juan Carlos I di Spagna               |                        | Vittoria Eugenia di Battenberg        |                                                       |  |  |       |  |  |                        |  |  |                       |  |
|                                       |                        | Carlo Tancredi di Borbone-Due Sicilie | Alfonso di Borbone-Due Sicilie                        |  |  |       |  |  |                        |  |  |                       |  |
|                                       |                        | Carlo Tancredi di Borbone-Due Sicilie | Alfonso di Borbone-Due Sicilie                        |  |  |       |  |  |                        |  |  |                       |  |
|                                       |                        | Carlo Tancredi di Borbone-Due Sicilie | Maria Antonietta di Borbone-Due Sicilie               |  |  |       |  |  |                        |  |  |                       |  |
| Maria Mercedes di Borbone-Due Sicilie |                        | Carlo Tancredi di Borbone-Due Sicilie |                                                       |  |  |       |  |  |                        |  |  |                       |  |
|                                       |                        | Luisa d'Orléans                       | Luigi Filippo Alberto d'Orléans                       |  |  |       |  |  |                        |  |  |                       |  |
|                                       |                        | Luisa d'Orléans                       | Luigi Filippo Alberto d'Orléans                       |  |  |       |  |  |                        |  |  |                       |  |
|                                       |                        | Luisa d'Orléans                       | Maria Isabella d'Orléans                              |  |  |       |  |  |                        |  |  |                       |  |
| Cristina di Borbone-Spagna            |                        | Luisa d'Orléans                       |                                                       |  |  |       |  |  |                        |  |  |                       |  |
|                                       | Costantino I di Grecia | Giorgio I di Grecia                   |                                                       |  |  |       |  |  |                        |  |  |                       |  |
|                                       | Costantino I di Grecia | Giorgio I di Grecia                   |                                                       |  |  |       |  |  |                        |  |  |                       |  |
|                                       | Costantino I di Grecia | Olga Konstantinovna Romanova          |                                                       |  |  |       |  |  |                        |  |  |                       |  |
| Paolo I di Grecia                     | Costantino I di Grecia |                                       |                                                       |  |  |       |  |  |                        |  |  |                       |  |
|                                       |                        | Sofia di Prussia                      | Federico III di Germania                              |  |  |       |  |  |                        |  |  |                       |  |
|                                       |                        | Sofia di Prussia                      | Federico III di Germania                              |  |  |       |  |  |                        |  |  |                       |  |
|                                       |                        | Sofia di Prussia                      | Vittoria di Sassonia-Coburgo-Gotha                    |  |  |       |  |  |                        |  |  |                       |  |
| Sofia di Grecia                       |                        | Sofia di Prussia                      |                                                       |  |  |       |  |  |                        |  |  |                       |  |
|                                       |                        | Ernesto Augusto III di Brunswick      | Ernesto Augusto, duca di Cumberland                   |  |  |       |  |  |                        |  |  |                       |  |
|                                       |                        | Ernesto Augusto III di Brunswick      | Ernesto Augusto, duca di Cumberland                   |  |  |       |  |  |                        |  |  |                       |  |
|                                       |                        | Ernesto Augusto III di Brunswick      | Thyra di Danimarca                                    |  |  |       |  |  |                        |  |  |                       |  |
| Federica di Hannover                  |                        | Ernesto Augusto III di Brunswick      |                                                       |  |  |       |  |  |                        |  |  |                       |  |
|                                       |                        | Vittoria Luisa di Prussia             | Guglielmo II di Germania                              |  |  |       |  |  |                        |  |  |                       |  |
|                                       |                        | Vittoria Luisa di Prussia             | Guglielmo II di Germania                              |  |  |       |  |  |                        |  |  |                       |  |
|                                       |                        | Vittoria Luisa di Prussia             | Augusta di Schleswig-Holstein-Sonderburg-Augustenburg |  |  |       |  |  |                        |  |  |                       |  |
|                                       |                        | Vittoria Luisa di Prussia             |                                                       |  |  |       |  |  |                        |  |  |                       |  |